# Natação no Campeonato Europeu de Esportes Aquáticos de 2016 - 100 m borboleta masculino
A prova dos 100 metros borboleta masculino da natação no Campeonato Europeu de Esportes Aquáticos de 2016 ocorreu nos dias 20 e 21 de maio em Londres, no Reino Unido. 

## Calendário
| Fase          | Data       | Hora  |
| ------------- | ---------- | ----- |
| Eliminatórias | 20 de maio | 10:42 |
| Semifinal     | 20 de maio | 18:25 |
| Final         | 21 de maio | 16:30 |

Todos os horários estão no horário local (UTC+0)

## Recordes
Antes desta competição, os recordes eram os seguintes:
| Recorde mundial       | Michael Phelps  | 49.82 | Roma   | 1 de agosto de 2009  |
| Recorde europeu       | Milorad Čavić   | 49.95 | Roma   | 1 de agosto de 2009  |
| Recorde do campeonato | Konrad Czerniak | 51.38 | Berlim | 23 de agosto de 2014 |

Os seguintes novos recordes foram estabelecidos durante esta competição. 
| Data       | Prova | Nadador     | Nacionalidade | Tempo | Recordes              |
| ---------- | ----- | ----------- | ------------- | ----- | --------------------- |
| 21 de maio | Final | László Cseh | Hungria       | 50.86 | Recorde do campeonato |

## Medalhistas
| Ouro              | Prata                 | Bronze              |
| László Cseh (HUN) | Konrad Czerniak (POL) | Mehdy Metella (FRA) |

## Resultados

### Eliminatórias
Esses foram os resultados das eliminatórias. 
| Pos. | Bateria | Raia | Nadador              | Nacionalidade | Tempo | Notas |
| ---- | ------- | ---- | -------------------- | ------------- | ----- | ----- |
| 1    | 7       | 4    | László Cseh          | Hungria       | 52.05 | Q     |
| 2    | 7       | 5    | Piero Codia          | Itália        | 52.38 | Q     |
| 3    | 6       | 5    | Paweł Korzeniowski   | Polónia       | 52.46 | Q     |
| 4    | 5       | 4    | Konrad Czerniak      | Polónia       | 52.48 | Q     |
| 5    | 6       | 4    | Mehdy Metella        | França        | 52.49 | Q     |
| 6    | 5       | 5    | Matteo Rivolta       | Itália        | 52.65 | Q     |
| 6    | 6       | 3    | Lyubomyr Lemeshko    | Ucrânia       | 52.65 | Q     |
| 8    | 6       | 9    | Søren Dahl           | Dinamarca     | 52.78 | Q     |
| 9    | 5       | 2    | Bence Pulai          | Hungria       | 52.79 | Q     |
| 10   | 6       | 7    | Oskar Krupecki       | Polónia       | 52.88 |       |
| 11   | 5       | 3    | Viktor Bromer        | Dinamarca     | 52.89 | Q     |
| 12   | 5       | 6    | Nikolay Skvortsov    | Rússia        | 53.06 | Q     |
| 13   | 7       | 7    | Andreas Vazaios      | Grécia        | 53.09 | Q     |
| 14   | 7       | 1    | Oleksiy Ivanov       | Ucrânia       | 53.21 | Q     |
| 15   | 6       | 1    | Stefanos Dimitriadis | Grécia        | 53.23 | Q     |
| 15   | 7       | 6    | Ivan Lenđer          | Sérvia        | 53.23 | Q     |
| 17   | 5       | 1    | Robert Žbogar        | Eslovênia     | 53.24 | Q     |
| 18   | 5       | 0    | Jan Šefl             | Chéquia       | 53.39 |       |
| 19   | 6       | 6    | Andriy Khloptsov     | Ucrânia       | 53.45 |       |
| 20   | 5       | 7    | Nico van Duijn       | Suíça         | 53.48 |       |
| 21   | 4       | 8    | Jesper Björk         | Suécia        | 53.50 |       |
| 22   | 5       | 8    | Mario Todorović      | Croácia       | 53.58 |       |
| 23   | 5       | 9    | Tamás Kenderesi      | Hungria       | 53.60 |       |
| 24   | 3       | 5    | Antani Ivanov        | Bulgária      | 53.69 |       |
| 25   | 6       | 0    | Paul Lemaire         | França        | 53.70 |       |
| 26   | 3       | 2    | Alexander Kunert     | Alemanha      | 53.74 |       |
| 27   | 6       | 2    | Alexandru Coci       | Roménia       | 53.75 |       |
| 28   | 3       | 3    | Kaan Türker Ayar     | Turquia       | 53.78 |       |
| 29   | 4       | 2    | Nils Liess           | Suíça         | 53.80 |       |
| 30   | 3       | 9    | Diogo Carvalho       | Portugal      | 53.85 |       |
| 31   | 7       | 9    | Kregor Zirk          | Estónia       | 53.87 |       |
| 32   | 3       | 7    | Daniel Zaitsev       | Estónia       | 53.92 |       |
| 32   | 4       | 6    | Tom Kremer           | Israel        | 53.92 |       |
| 34   | 4       | 5    | Markus Gierke        | Alemanha      | 53.94 |       |
| 34   | 7       | 0    | Giacomo Carini       | Itália        | 53.94 |       |
| 36   | 7       | 2    | Marcus Schlesinger   | Israel        | 53.96 |       |
| 37   | 7       | 8    | Deividas Margevicius | Lituânia      | 53.97 |       |
| 38   | 3       | 6    | Alexander Linge      | Suécia        | 54.01 |       |
| 39   | 2       | 7    | Petr Novák           | Chéquia       | 54.04 |       |
| 40   | 4       | 7    | Carlos Peralta       | Espanha       | 54.07 |       |
| 41   | 4       | 1    | Brendan Hyland       | Irlanda       | 54.08 |       |
| 42   | 4       | 4    | Guy Barnea           | Israel        | 54.09 |       |
| 43   | 3       | 0    | Miguel Nascimento    | Portugal      | 54.24 |       |
| 44   | 4       | 0    | Filip Milcevic       | Áustria       | 54.30 |       |
| 44   | 3       | 8    | Aleksi Schmid        | Suíça         | 54.30 |       |
| 46   | 4       | 3    | Sascha Subarsky      | Áustria       | 54.33 |       |
| 47   | 2       | 6    | Tadas Duškinas       | Lituânia      | 54.34 |       |
| 48   | 3       | 4    | Nuno Quintanilha     | Portugal      | 54.41 |       |
| 49   | 2       | 8    | Tomas Havránek       | Chéquia       | 54.54 |       |
| 50   | 3       | 1    | Bence Biczó          | Hungria       | 54.55 |       |
| 51   | 1       | 5    | Sindri Jakobsson     | Noruega       | 54.58 |       |
| 52   | 2       | 3    | Ralf Tribuntsov      | Estónia       | 54.75 |       |
| 53   | 2       | 2    | Mislav Sever         | Croácia       | 54.87 |       |
| 54   | 2       | 9    | Arkadi Kalinovski    | Estónia       | 54.90 |       |
| 55   | 2       | 4    | Raphaël Stacchiotti  | Luxemburgo    | 54.95 |       |
| 56   | 4       | 9    | Povilas Strazdas     | Lituânia      | 55.00 |       |
| 57   | 1       | 3    | Berk Özkul           | Turquia       | 55.03 |       |
| 58   | 2       | 1    | Yonatan Batsha       | Israel        | 55.82 |       |
| 59   | 1       | 4    | Thomas Maurer        | Suíça         | 56.23 |       |
| 60   | 1       | 6    | Alexei Sancov        | Moldávia      | 57.62 |       |
| 61   | 1       | 2    | Pavel Izbisciuc      | Moldávia      | 57.69 |       |
| 62   | 7       | 3    | Joeri Verlinden      | Países Baixos | DSQ   |       |
| 62   | 2       | 0    | Duncan Scott         | Reino Unido   | DNS   |       |
| 62   | 2       | 5    | Phillipp Forster     | Alemanha      | DNS   |       |
| 62   | 6       | 8    | Louis Croenen        | Bélgica       | DNS   |       |

### Semifinal
Esses foram os resultados das semifinais. 
Semifinal 1
| Pos. | Raia | Nadador           | Nacionalidade | Tempo | Notas |
| ---- | ---- | ----------------- | ------------- | ----- | ----- |
| 1    | 5    | Konrad Czerniak   | Polónia       | 51.90 | Q     |
| 2    | 4    | Piero Codia       | Itália        | 52.16 | Q     |
| 3    | 3    | Lyubomyr Lemeshko | Ucrânia       | 52.38 | Q     |
| 4    | 2    | Viktor Bromer     | Dinamarca     | 52.43 | Q     |
| 5    | 7    | Andreas Vazaios   | Grécia        | 52.76 |       |
| 6    | 1    | Ivan Lenđer       | Sérvia        | 52.96 |       |
| 7    | 6    | Søren Dahl        | Dinamarca     | 52.99 |       |
| 8    | 8    | Robert Žbogar     | Eslovênia     | 53.18 |       |

Semifinal 2
| Pos. | Raia | Nadador              | Nacionalidade | Tempo | Notas |
| ---- | ---- | -------------------- | ------------- | ----- | ----- |
| 1    | 4    | László Cseh          | Hungria       | 51.64 | Q     |
| 2    | 3    | Mehdy Metella        | França        | 52.00 | Q     |
| 3    | 5    | Paweł Korzeniowski   | Polónia       | 52.11 | Q     |
| 4    | 6    | Matteo Rivolta       | Itália        | 52.33 | Q     |
| 5    | 7    | Nikolay Skvortsov    | Rússia        | 52.69 |       |
| 6    | 2    | Bence Pulai          | Hungria       | 52.73 |       |
| 7    | 1    | Oleksiy Ivanov       | Ucrânia       | 52.98 |       |
| 8    | 8    | Stefanos Dimitriadis | Grécia        | 53.07 |       |

### Final
Esse foi o resultado da final. 
| Pos.              | Raia | Nadador            | Nacionalidade | Tempo | Notas                 |
| ----------------- | ---- | ------------------ | ------------- | ----- | --------------------- |
| Medalha de ouro   | 4    | László Cseh        | Hungria       | 50.86 | Recorde do campeonato |
| Medalha de prata  | 5    | Konrad Czerniak    | Polónia       | 51.22 |                       |
| Medalha de bronze | 3    | Mehdy Metella      | França        | 51.70 |                       |
| 4                 | 2    | Piero Codia        | Itália        | 51.82 |                       |
| 5                 | 7    | Matteo Rivolta     | Itália        | 51.96 |                       |
| 6                 | 6    | Paweł Korzeniowski | Polónia       | 51.98 |                       |
| 7                 | 1    | Lyubomyr Lemeshko  | Ucrânia       | 52.25 |                       |
| 8                 | 8    | Viktor Bromer      | Dinamarca     | 53.00 |                       |

Legenda
| Recorde mundial       | Recorde mundial (World record)               |                       | Recorde africano                      | Recorde africano (African) |                                           | Q | Classificado por posição (Qualified) |
| Recorde do campeonato | Recorde do campeonato (Championship record)  | Recorde da América    | Recorde da América (Americas)         | q                          | Classificado por melhor tempo (Qualified) |   |                                      |
| Melhor marca do ano   | Melhor marca do ano (World leading)          | Recorde asiático      | Recorde asiático (Asian)              | DNS                        | Não largou (Did not start)                |   |                                      |
| Recorde nacional      | Recorde nacional (National record)           | Recorde europeu       | Recorde europeu (European)            | DNF                        | Não terminou (Did not finish)             |   |                                      |
| Recorde pessoal       | Recorde pessoal do atleta (Personal best)    | Recorde da Oceania    | Recorde da Oceania (Oceania)          | DSQ / DQ                   | Desclassificado (Disqualified)            |   |                                      |
| Recorde da temporada  | Recorde da temporada do atleta (Season best) | Recorde sul-americano | Recorde sul-americano (South America) | NM                         | Sem marca (No mark)                       |   |                                      |